# Ephoria arenosa
Ephoria arenosa är en fjärilsart som beskrevs av Butler 1878. Ephoria arenosa ingår i släktet Ephoria och familjen mätare. Inga underarter finns listade i Catalogue of Life.